# Hjalmar Stolpe

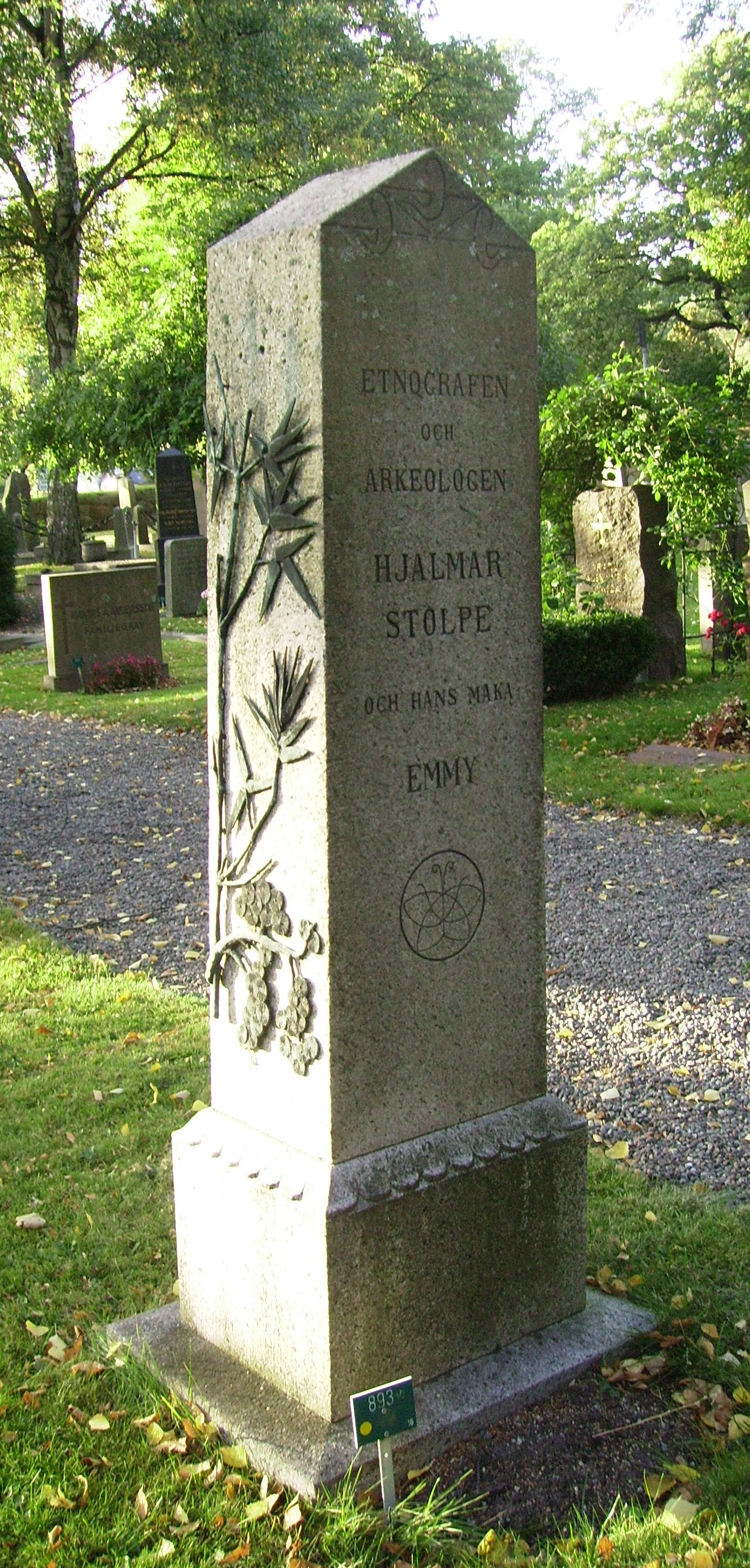
Hjalmar Stolpes gravvård på Solna kyrkogård.

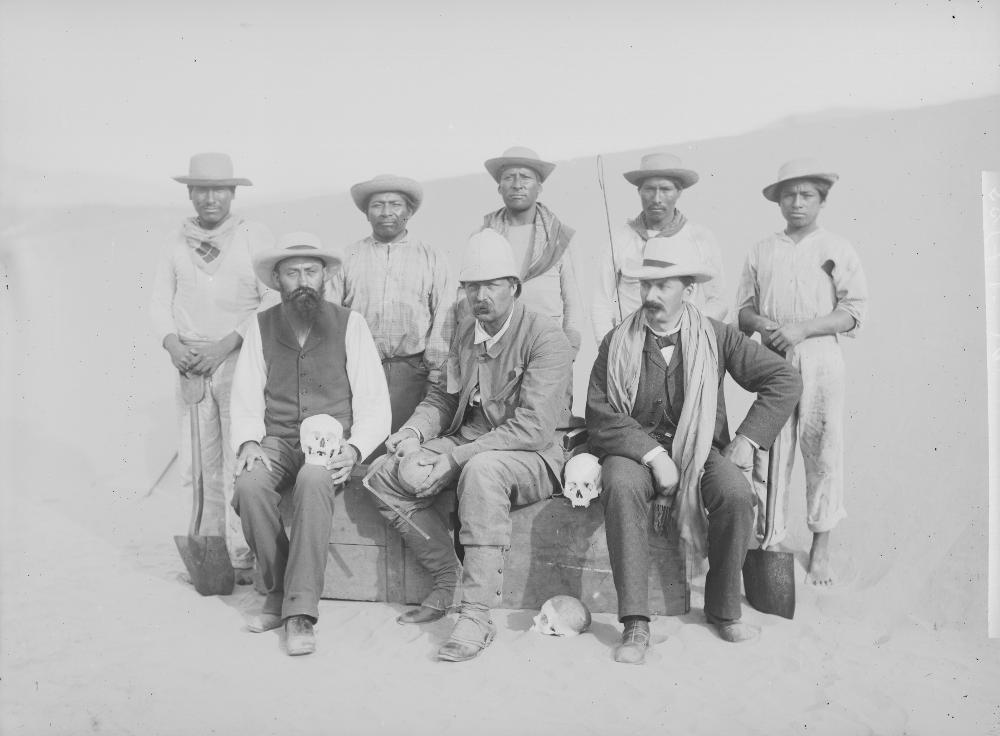
Hjalmar Stolpe under utgrävningarna på gravfälten i Ancón, Peru, 1884, i samband med Vanadisexpeditionen 1883–1885.

Knut Hjalmar Stolpe, född 23 april 1841 i Gävle, död 27 januari 1905 i Stockholm, var en svensk entomolog, arkeolog, etnograf, forskningsresande och tecknare.
Hjalmar Stolpe var verksam vid Historiska museet under åren 1874–1900 och gjorde under tjugo års tid stora utgrävningar på Björkö och i Vendel.

## Birka
Hjalmar Stolpe började inte sin bana som arkeolog. Han var i själva verket entomolog och kom till Björkö för att studera bärnsten, eftersom det ofta finns insekter av olika slag inkapslade i den stelnade kåda som utgör bärnsten. På Björkö fanns häpnadsväckande mycket bärnsten, vilket var underligt eftersom den egentligen inte ska finnas i Mälaren. Stolpe började fråga sig om den verkligen fanns där naturligt, eller om den hade fraktats dit av människor. Han upptäckte också snart att Björkös kustlinje hade mycket mer av intresse att erbjuda än bärnsten. Efter några dagar hade han hittat så många fornlämningar att han sökte om statsmedel från Kungl. Maj:t för att kunna fortsätta gräva. Arkeologi blev sedermera Hjalmar Stolpes huvudsakliga inriktning, och det är mycket tack vare honom som Björkö blivit så betydelsefull för svensk arkeologi.
Stolpe arbetade mest med att gräva fram gravarna på Björkö, i synnerhet i Hemlanden där han grävde ut 674 gravar. Han grävde också fram 196 gravar nära Borg. De gravlagda hade i många fall begravts tillsammans med mängder av olika tillhörigheter, som svärd och smycken.

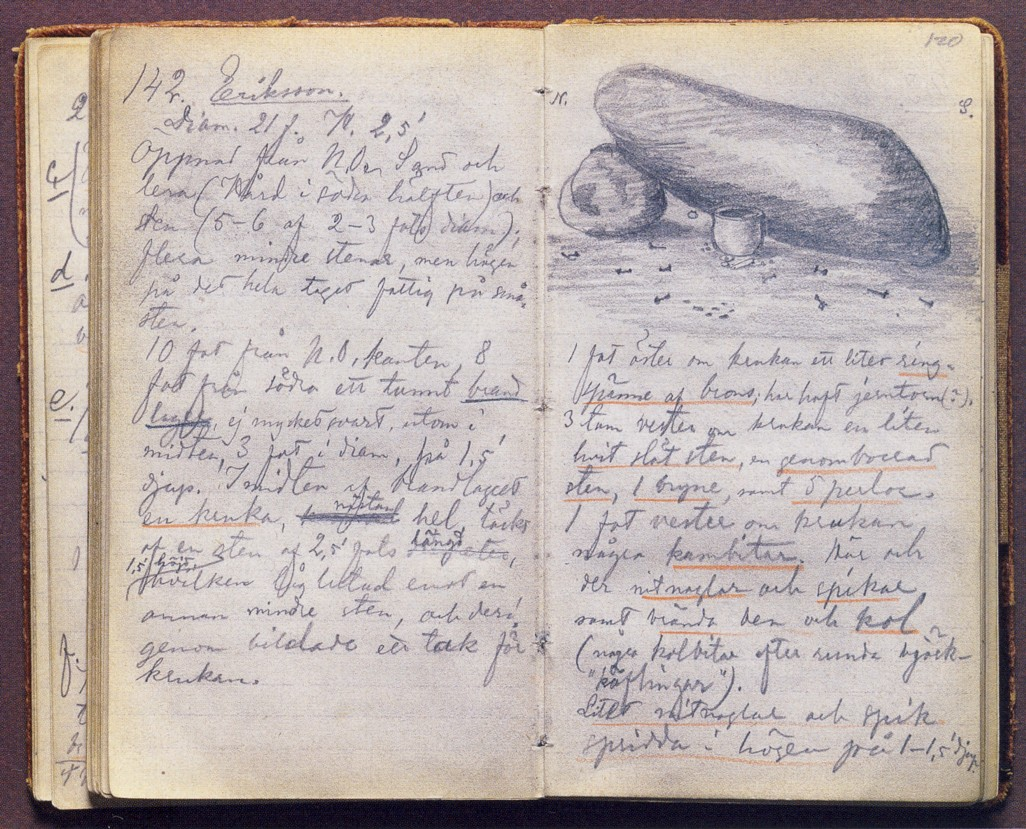
Hjalmar Stolpes dagboksanteckningar från Björkö, 1875.

 Stolpe förde anteckningar över sina upptäckter bland Björkös gravar – hans anteckningsböcker förvaras på Antikvarisk-topografiska arkivet i Stockholm. Där förvaras även de noggranna planritningar som han lät göra av många gravar.
Den rika svarta jorden hamnade också i fokus för Stolpes uppmärksamhet. Han grävde ut ett område på ungefär 4 000 kvadratmeter, men tyvärr vet man idag inte exakt var, eftersom schaktkartorna förkommit. Allt som allt tillbringade Hjalmar Stolpe tjugo år med att arbeta på Björkö. Han samlade ihop ett gigantiskt material.

## Etnografiska museet

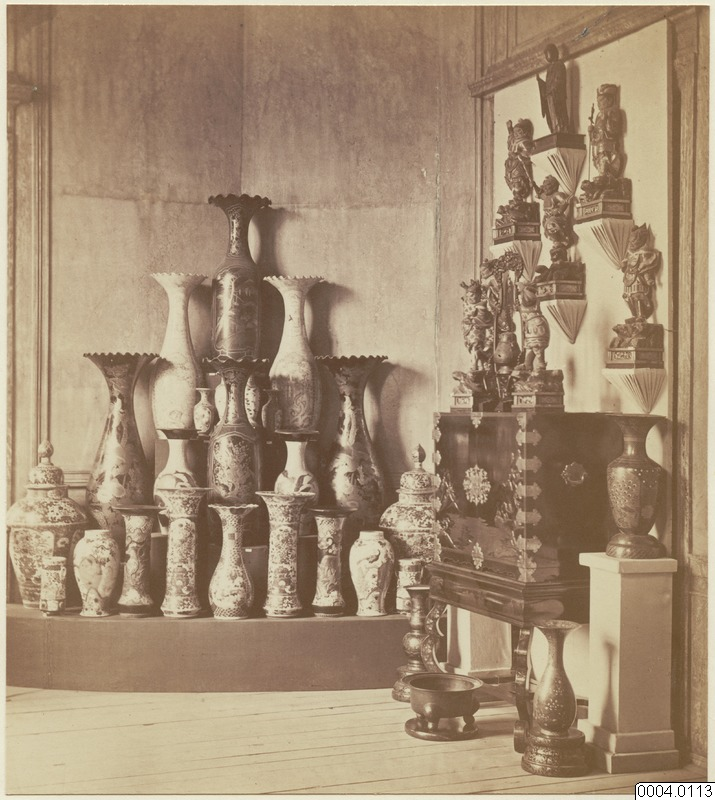
Interiör från Allmänna etnografiska utställningen på Arvfurstens palats i Stockholm 1878.

Arkeologi var dock inte Stolpes enda intresse. Hans stora intresse i livet blev att studera traditionella kulturer runt om i världen – arkeologin blev mer och mer ett medel att bekosta dessa studier. År 1877 framfördes idén om ett etnografiskt museum i Stockholm vid en av Svenska Sällskapet för Antropologi och Geografis (SSAG) sammankomster. Vid denna tid fanns etnografiska samlingar vid Riksmuseets vertebratavdelning, SSAG och Vitterhetsakademien. Under resten av seklet skulle Stolpe komma att lägga all sin energi på att förverkliga idén om ett etnografiskt museum. Samma år beslöt SSAG att man skulle ordna en etnografisk utställning. Stolpe utsågs att organisera denna och den Allmänna etnografiska utställningen öppnade 1878 i Arvfurstens palats. Fem år senare åkte Stolpe med på Vanadis världsomsegling under vilken han samlade in stora etnografiska samlingar. År 1900 inrättades slutligen Riksmuseets etnografiska avdelning – idag Etnografiska museet – och blev därmed en avdelning likställd med Riksmuseets övriga avdelningar, och Stolpe utsågs till föreståndare. År 1903 utnämndes han till intendent och professor.
Han var rikt konstnärligt begåvad och utmärkte sig som en skicklig tecknare och utförde utöver arkeologiska teckningar även porträtt. Stolpe finns representerad med vetenskapliga teckningar vid Statens historiska museum och porträtteckningar vid bland annat Uppsala universitetsbibliotek.

## Familjeförhållanden
Hjalmar Stolpe var bror till Wilhelm Stolpe och Marie-Louise Stolpe samt son till justitieborgmästaren i Norrköping Carl Johan Stolpe och Katarina Vilhelmina Charlotta Eckhoff. Han var från 1875 gift med Emmy Holmgren (1846–1908). Makarna Stolpe är begravda på Solna kyrkogård.